# Oktogen
Oktogen se takođe naziva HMX, je bela čvrsta supstanca sa formulom C4  H8 N8 O8 i ima molekulsku masu od 296,155 , ali je i moćan i relativno neosetljiv nitroamin visokoeksploziv, hemijski srodan RDX-u. Oktogen je visoko eksplozivna hemijska supstanca, čiji je hemijski naziv Heksogen, a formalno je poznat kao 1,3,5-trinitroperhidro-1,3,5-triazin. Ime jedinjenja je predmet mnogih spekulacija, budući da se na različite načine navodi kao eksploziv visokog topljenja, vojni eksploziv velike brzine ili RDX velike molekulske težine.
Molekularna struktura HMX-a sastoji se od osmočlanog prstena naizmeničnih atoma ugljenika i azota, sa nitro grupom vezanom za svaki atom azota. Zbog svoje velike molekularne težine, jedan je od najjačih proizvedenih hemijskih eksploziva, iako su brojni noviji, uključujući HNIW i ONC.

## Istorija
Oktogen je prvi put izolovao 1941. Verner Emanuel Bahman i drugi tokom pripreme RDX-a Bahmanovom metodoma, zatim ih je izdvojio Vitmen u 1942. odnosno 1943. Sjedinjenim Državama Fišer iz Nemačke su nezavisno otkrili i utvrdili strukturu, ali u narednim istraživanjima, izlazna energija izmerena Troutz testom olovnog bloka nije bila tako dobra kao ona sa RDX-om, tako da su je različite zemlje ignorisale tokom Drugog svetskog rata. Pedesetih godina prošlog veka istraživači su otkrili važan uticaj gustine na eksplozivne performanse. Okto je danas ponovo testiran, a zatim je naširoko korišćen u zemljama širom sveta zbog svojih odličnih performansi. Do kraja 1970-ih, Sjedinjene Države su izgradile 10 zajedničkih proizvodnih linija Bahmanovog procesa u fabrici municije u Holstonu, a proizvodnja Octo ove godine mogla je dostići 6.800 tona punom brzinom. Oktodžin je 2012. godine izabran kao glavno punjenje male naprave za sudar koju nosi Hajabusa 2. Uređaj je uspešno eksplodirao iznad asteroida Rjugu 2019. i formirao veštački krater.

## Osobine
| Osobina                  | Vrednost |
| ------------------------ | -------- |
| Broj akceptora vodonika  | 8        |
| Broj donora vodonika     | 0        |
| Broj rotacionih veza     | 4        |
| Particioni koeficijent ( | 6,9      |
| Rastvorljivost (logS, log(mol/L))       | -4,2     |
| Polarna površina (PSA, Å2)  | 196,2    |

## Karakteristike
Oktogen u svom čistom obliku je bezbojna/bela kristalna supstanca koja ima četiri kristalne modifikacije - α, β, γ, δ, ali je samo β modifikacija (ortorombna, slična kristalima heksogena) stabilna na normalnoj temperaturi. Nerastvorljiv je u vodi i slabo rastvorljiv u većini organskih rastvarača (rastvara se manje od heksogena). Rastvara se u azotnoj kiselini. Zbog niske rastvorljivosti, nije toliko toksičan.
Oktogen je hemijski otporan na kiseline niske koncentracije. Alkalne supstance izazivaju brzu hidrolizu oktogena, čak i 1% rastvor natrijum karbonata razlaže oktogen, posebno na temperaturi ključanja. Oktogen je otporniji na natrijum hidroksid od heksogena, koji se može koristiti za prečišćavanje oktogena.

## Fizička i hemijska svojstva
- Gustina : 1905 kg/m³.
- Tačka topljenja 278,5-280 °C (sa razlaganjem).
- Tačka paljenja 330 °C.

HMX je skoro nerastvorljiv u vodi, metanolu, etanolu, benzenu, dietil etru. Slabo rastvorljiv u acetonu, sa aminima (DMF, dimetilanilin) u stanju je da formira molekularne komplekse.
HMX je relativno hemijski inertan, stabilan na svetlosti, ali hidrolizuje pod dejstvom alkalnih rastvora u vodenom acetonu ili koncentrovanim mineralnim kiselinama.

## Eksplozivna svojstva
- Ima visoku osetljivost na udar.
- Brzina detonacije 9100 m/s pri gustini od 1,84 g/cm³.
- Zapremina gasovitih produkata eksplozije je 782 l/kg.
- Toplota eksplozije je 5,73 MJ/kg.
- Fugasnost 480 ml.
- TNT ekvivalent 1.6.

## Korišćenje Oktogena
Oktogen se obično koristi u vojnim aplikacijama, uglavnom kao detonator ili kao sredstvo za pojačanje za druge eksplozive. Ima relativno visoku brzinu detonacije (oko 8,750 metara u sekundi pri gustini od 1,6 g/cm³), što ga čini efikasnim u mnogim vojnim aplikacijama.
Oktogen se proizvodi u skoro svim procesima proizvodnje heksogena i obrnuto. U proizvodnji heksogena oktogen ne mora da se uklanja, jer ima nešto manji radni kapacitet, ali veću brzinu detonacije i veću stabilnost.
Čisti oktogen je relativno skup i stoga se oktogen u svom čistom obliku retko koristi. Mnogo češće se koristi mešavina heksogena i oktogena. Koristi se kao eksplozivno punjenje za kumulativne projektile (obično u smešama eksploziva) i za pripremu specijalnih, mešanih i plastičnih eksploziva. Oktogen ima brzinu detonacije od 6.500 m/s i u potpunosti je upotrebljiv na temperaturi do 220°C.
HMX se koristi u eksplozivima koji se mogu topiti kada se pomeša sa TNT-om, koji se kao klasa nazivaju " oktoli". Pored toga, eksplozivne kompozicije vezane za polimere koje sadrže HMX koriste se u proizvodnji bojevih glava za rakete.
HMX se takođe koristi u procesu perforacije čeličnog kućišta u naftnim i gasnim bušotinama. HMX je ugrađen u oblikovano punjenje koje se detonira unutar bušotine kako bi se probila rupa kroz čelično kućište i okolni cement u formacije koje nose ugljovodonike. Put koji se stvara omogućava tečnostima formiranja da teku u bušotinu i dalje na površinu.
Svemirska sonda Haiabusa2 koristila je HMX da iskopa rupu u asteroidu kako bi pristupila materijalu koji nije bio izložen sunčevom vetru.
Tekuća istraživanja imaju za cilj smanjenje njegove osetljivosti i poboljšanje nekih proizvodnih svojstava.

## Proizvodnja oktogena
HMX je komplikovaniji za proizvodnju od većine eksploziva, a to ga ograničava na specijalističke primene. Oktogen se može pripremiti od heksamina i azotne kiseline u prisustvu anhidrida sirćetne kiseline. U prvom koraku, na temperaturi od 15-30°C, formira se supstanca poznata kao DPT (dinitropentametilentetramin) (prinos 20%). U drugom koraku, DPT se podvrgava nitrolizi sa azotnom kiselinom u prisustvu amonijum nitrata i anhidrida sirćetne kiseline na temperaturi od 60-65°C i formira se oktogen (prinos 80%). Mešavina heksogena i oktogena, relativno bogata oktogenom, priprema se od heksamina, amonijum nitrata i azotne kiseline (proces uspostavljen u Nemačkoj, razvio ga je Knofler 1943. godine) . Podešavanjem reakcionih uslova stvara se smeša koja sadrži do 10% oktogena.
Slično, u proizvodnji heksogena „procesom E“ nastaje smeša koja sadrži 6% oktogena.
Prečišćavanje oktogena od heksogena moguće je na nekoliko načina. Na primer, moguće je iskoristiti veću otpornost oktogena na razlaganje natrijum hidroksidom – smeša oktogena i heksogena se zagreva sa natrijum hidroksidom pod takvim uslovima da se heksogen razlaže, ali oktogen ne.
Drugi postupak razdvajanja koristi različitu rastvorljivost oktogena i heksogena u azotnoj kiselini HNO3. Smeša RDX i HMX se zagreva u 55% azotnoj kiselini i filtrira. Heksogen se dalje ekstrahuje iz filtrata korišćenjem 2-nitropropana, oktogen se ne rastvara u 2-nitropropanu. Oktogen se konačno prečišćava rekristalizacijom iz 70% HNO3. Prečišćavanje rekristalizacijom iz ciklopentana je takođe moguće.

## Štetnost po zdravlje i životnu okolinu

### Analitičke metode
HMX ulazi u životnu sredinu kroz vazduh, vodu i tlo jer se široko koristi u vojnim i civilnim primenama. Trenutno su razvijene HPLC reverzne faze i osetljivije LC-MS metode za preciznu kvantifikaciju koncentracije HMX u različitim matricama u proceni životne sredine.

### Toksičnost
Trenutno, informacije potrebne da se utvrdi da li HMX izaziva rak su nedovoljne. Zbog nedostatka informacija, EPA je utvrdila da se HMX ne može klasifikovati u pogledu njegove kancerogenosti za ljude.
Dostupni podaci o uticaju izloženosti HMX-u na zdravlje ljudi su ograničeni. HMX izaziva efekte na CNS slične onima kod RDX-a, ali u znatno većim dozama. U jednoj studiji, dobrovoljci su podvrgnuti testiranju, što je izazvalo iritaciju kože. Druga studija kohorte od 93 radnika u fabrici municije nije otkrila hematološke, hepatične, autoimune ili bubrežne bolesti. Međutim, studija nije kvantifikovala nivoe izloženosti HMX-u.
Izloženost HMX-u je ispitivana u nekoliko studija na životinjama. Sve u svemu, čini se da je toksičnost prilično niska. HMX se slabo apsorbuje gutanjem. Kada se nanese na dermis, izaziva blagu iritaciju kože, ali ne i odloženu kontaktnu senzibilizaciju. Prijavljeni su različiti akutni i subhronični neurobihejvioralni efekti kod zečeva i glodara, uključujući ataksiju, sedaciju, hiperkineziju i konvulzije. Hronični efekti HMX-a koji su dokumentovani kroz studije na životinjama uključuju smanjen hemoglobin, povećanu serumsku alkalnu fosfatazu i smanjen albumin. Patološke promene su takođe primećene u jetri i bubrezima životinja.
Stopa razmene gasa je korišćena kao indikator hemijskog stresa u jajima severne prepelice (Colinus virginianus) i nisu primećeni dokazi o promenama u metaboličkim stopama koje su povezane sa izlaganjem HMX-u. Nema dostupnih podataka o mogućim reproduktivnim, razvojnim ili kancerogenim efektima HMX-a. HMX se smatra najmanje toksičnim među TNT-om i RDX-om. Remedijacija zaliha vode kontaminirane HMX-om se pokazala uspešnom.
Iako je Oktogen efikasan eksploziv, njegova upotreba je ograničena zbog ekoloških i bezbednosnih briga. Kao i mnogi drugi nitratni eksplozivi, Oktogen može biti veoma toksičan ako se uđe u kontakt s kožom ili očima, ili ako se udahne. Takođe, njegova proizvodnja može biti štetna za okolinu.

### Biorazgradnja
I divlje i transgene biljke mogu fitoremedijirati eksplozive iz zemlje i vode.

## Literatura
- Clayden, Jonathan; Greeves, Nick; Warren, Stuart; Wothers, Peter (2001). Organic Chemistry (I изд.). Oxford University Press. ISBN 978-0-19-850346-0.
- Smith, Michael B.; March, Jerry (2007). Advanced Organic Chemistry: Reactions, Mechanisms, and Structure (6th изд.). New York: Wiley-Interscience. ISBN 0-471-72091-7.
- Katritzky A.R.; Pozharskii A.F. (2000). Handbook of Heterocyclic Chemistry (Second изд.). Academic Press. ISBN 0080429882.
- Cooper, Paul W. (1996). Explosives Engineering. New York: Wiley-VCH. ISBN 978-0-471-18636-6. OCLC 34409473. Приступљено 9. 6. 2014.
- Urbanski, Tadeusz (1967). Chemistry and Technology of Explosives. Vol. III. Warszawa: Polish Scientific Publishers.